# Association bouddhiste de Chine
L'Association bouddhiste de Chine (chinois simplifié : 中国佛教协会 ; chinois traditionnel : 中國佛教協會 ; pinyin : Zhōngguó Fójiào Xiéhuì) est une organisation majeure du bouddhisme chinois, qui sert d'organe de supervision officiel du bouddhisme en République populaire de Chine. Elle est fondée en 1953. Son siège se trouve au temple Guangji à Pékin.

## Généralités
L'ABC est chargée de servir de « pont » entre les bouddhistes et le gouvernement chinois en communiquant les règlements gouvernementaux aux bouddhistes et en les mobilisant pour qu'ils se conforment aux lois nationales. Elle encourage également la participation des bouddhistes chinois aux forums bouddhistes internationaux et soutient les associations bouddhistes locales en payant les salaires des clercs, en enregistrant les temples auprès du gouvernement et en utilisant de manière productive la main-d'œuvre des temples. L'association publie la revue Chinese Buddhism.

## Histoire
Fondée en 1953, l'Association bouddhiste de Chine a été dissoute à la fin des années 1960 pendant la révolution culturelle, avant d'être réactivée au terme de cette période.
En 1994, Zhao Puchu (en) tente de limiter la course des municipalités aux Bouddha de taille démesurée au sommet des montagnes et des falaises. Constatant que la Chine possède au moins un bouddha au sommet d'une montagne pour chacune des directions cardinales, il a déclaré que cela était « suffisant », tout en précisant : « À partir de maintenant, il n'est plus nécessaire de construire d'autres statues de Bouddha en plein air. »  Toutefois, ces efforts sont restés infructueux.
En 2006, l'ABC et l'Association bouddhiste de Hong Kong ont accueilli le deuxième Forum bouddhiste mondial (World Buddhist Forum) pour un dialogue de quatre jours entre moines et universitaires bouddhistes de cinquante pays et régions. L'événement qui a réuni 1700 participants a eu lieu à Wuxi (province du Jiangsu). Le comité d'organisation de l'événement était dirigé par le président de l'ABC, le Maître Yicheng et son vice-président, Gyaincain Norbu, onzième Panchen-lama.

En 2017, l'ABC a critiqué la vieille tradition qui veut que la première offrande d'encens à l'occasion de la nouvelle année soit particulièrement propice, déclarant qu'elle n'avait aucun fondement dans la doctrine bouddhiste

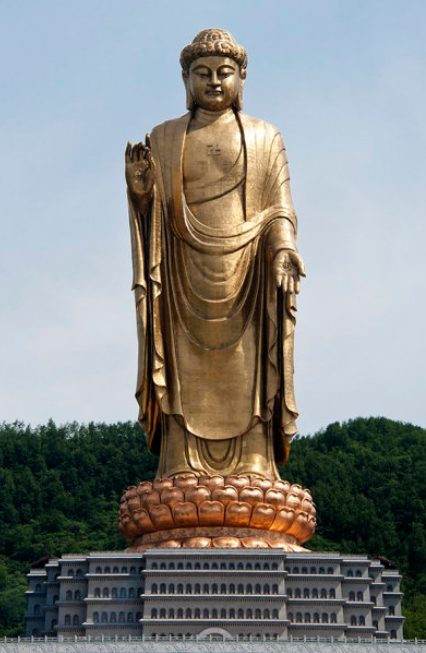
Bouddha du Temple de la Source, deuxième plus grande statue au monde. Henan.

En août 2018, le président Xuecheng a démissionné de la présidence de l'Association bouddhiste de Chine à la suite d'accusations de harcèlement sexuel portée par de six femmes ordonnées. Ce scandale a été rapproché du mouvement MeToo. Il a été remplacé par Shi Yanjue (en), qui a été élu président de l'ABC en décembre 2020, lors de son Dixième Congrès National. À cette occasion, le nouveau président a formulé les six grands points  de son action pour les cinq ans à venir. Parmi les objectifs mentionnés, on relèvera : 

« Continuer à s'adapter à la société socialiste tout en contribuant à la construction globale d'un pays socialiste moderne ; Renforcer l'enseignement et améliorer efficacement la capacité de la communauté bouddhiste à se purifier ; Développer l'idée du Bouddhisme humaniste (en); Proposer des interprétations des doctrines qui répondent aux exigences de développement et de progrès de la Chine contemporaine. »